# Lukáš Zeman (pěvec)
Lukáš Zeman (* 10. května 1983 Praha) je český operní pěvec.

## Životopis
Ve svých 6 let vstoupil do pražského dětského sboru, se kterým vystupoval po celé České republice. Vystudoval na Gymnáziu Jana Nerudy v Praze dva obory, zpěv u Jaroslava Mrázka a fagot u Vojtěcha Seckého. Dále pokračoval ve studiích zpěvu na Mozarteum v Salcburku a v letech 2008 až 2013 na Královské konzervatoři v Haagu. Svou profesionální kariéru zahájil v opeře Komische Oper Berlin v roce 2005. Strávil dva roky jako postgraduální student na Conservatorio di Luigi Cherubini ve Florencii, kde ztvárnil řadu rolí. Aktivně se účastnil i mistrovských kurzů, například Uda Reinemanna, Davida Wilson–Johnsona a Malcolma Martineaua. Účinkoval v Dutch National Opera Academy v Amsterdamu jako roli hraběte ve Figarově svatbě. V mezinárodní pěvecké soutěži sakrální hudby Concorso Internazionale di Musica Sacra Roma v roce 2014 se umístil na 3. místě. Vystupoval v řadě italských divadel, například v Teatro Pisa, Teatro Lucca, Teatro Goldoni Livorno a Teatro Coccia. Spolupracoval se souborem Il canto di Orfeo, se kterým účinkoval v La Scale a na Expo 2015 v Miláně. Aktivně se věnuje i komorní hudbě. Sólové recitály zpíval v Indii, Japonsku, Švýcarsku, České republice, Německu, Maďarsku, Nizozemsku a na Novém Zélandu.
V roce 2020 obdržel cenu Thálie v oboru opera za mimořádný výkon v roli hrabě Almaviva ve hře Figarova svatba ve Slezském divadle v Opavě.

## Operní role

### La Scala
- Vojáci (Bernd Alois Zimmermann)

### Teatro Regio di Torino
Káťa Kabanová (Leoš Janáček)

### Opera Krakowska
- Halka (Stanisław Moniuszko)

### Opéra de Lyon
- Psí srdce (Alexandr Raskatov)

### Markraběcí operní dům v Bayreuthu
- Orfeus (Claudio Monteverdi)

### Divadlo Josefa Kajetána Tyla
- Orfeus (Claudio Monteverdi)

### Národní divadlo
- Láska ke třem pomerančům (Sergej Prokofjev)
- Platée (Momus)

### Národní divadlo moravskoslezské
- Lady Macbeth Mcenského újezdu (Dmitrij Šostakovič)
- Osud (Leoš Janáček)
- Piková dáma (Petr Iljič Čajkovskij)

### Slezské divadlo Opava
- Ifigenie na Tauridě (Christoph Willibald Gluck)
- Čarostřelec (Carl Maria von Weber)
- Figarova svatba (Wolfgang Amadeus Mozart)

Opera di Roma
- Káťa Kabanova ( Leoš Janáček)

- Z mrtveho domu (Leoš Janáček)

- Jenůfa (Leoš Janáček)

Barbican Center London
- Káťa Kabanová ( Leoš Janáček)
- Výlety páně Broučka ( Leoš Janáček)

Aix en Provence Festival
- Iphigenie in Aulide - Patrocle ( Ch. W. Gluck)